# Megaleptoperla
Megaleptoperla is een geslacht van steenvliegen uit de familie Gripopterygidae. De wetenschappelijke naam van het geslacht is voor het eerst geldig gepubliceerd in 1923 door Tillyard.

## Soorten
Megaleptoperla omvat de volgende soorten:
- Megaleptoperla diminuta Kimmins, 1938
- Megaleptoperla grandis (Hudson, 1913)